# Cristiano Luigi di Meclemburgo-Schwerin
Il duca Cristiano Luigi di Meclemburgo-Schwerin (tedesco: Christian-Ludwig Herzog zu Mecklenburg; Ludwigslust, 29 settembre 1912 – Gut Hemmelmark, 18 luglio 1996) era il secondo figlio maschio dell'ultimo granduca regnante di Meclemburgo-Schwerin, Federico Francesco IV.

## Infanzia
Nacque a Ludwigslust come secondo figlio maschio del granduca regnante di Meclemburgo-Schwerin, Federico Francesco IV e di sua moglie la principessa Alessandra di Hannover, una figlia di Ernesto Augusto, principe ereditario di Hannover e della principessa Thyra di Danimarca. In seguito alla sconfitta dell'impero tedesco nella prima guerra mondiale suo padre abdicò il 14 novembre 1918.
Dopo l'abolizione della monarchia, nel 1919 la famiglia andò, su invito della regina Alessandrina, consorte di Cristiano X di Danimarca, e sorella del granduca, in esilio in Danimarca, dove vissero per un anno nel palazzo di Sorgenfri. Successivamente la famiglia ritornò a Meclemburgo e visse a Gelbensande, e dal 1921 si stabilirono nel castello di Ludwigslust. Dopo aver terminato la scuola, nell'autunno del 1935 andò come recluta nel 14º reggimento di cavalleria a Ludwigslust, nel quale fu arruolato nel 1939 nella seconda guerra mondiale. Nel 1944 fu congedato a causa di un decreto come membro di un'ex casata regnante delle forze armate.

## Dopo la guerra
Quando la guerra terminò, Ludwigslust fu prima occupata dai britannici, ma fu presto trasferita all'occupazione sovietica, quindi Cristiano Luigi inizialmente andò con la sua famiglia al castello di Glücksburg nello Schleswig-Holstein, ma ben presto ritornò a Ludwigslust a prendersi cura dei beni di famiglia; qui fu fatto prigioniero dalle autorità militari sovietiche. Dopo l'imprigionamento fu trasportato a Mosca, dove fu condannato a 25 anni di carcere nella prigione di Lubjanka.
Nel 1953 fu rilasciato dopo l'intervento di Konrad Adenauer per i prigionieri di guerra tedeschi nell'Unione Sovietica e ritornò per il Natale del 1953 con la sua famiglia a Glücksburg.

## Matrimonio e famiglia
Il 5 luglio 1954, a Glücksburg, Cristiano Luigi sposò con rito civile la principessa Barbara di Prussia figlia del principe Sigismondo di Prussia. La cerimonia religiosa fu celebrata l'11 luglio 1954. Ebbero due figlie femmine:
- Duchessa Donata di Meclemburgo (nata l'11 marzo 1956), ha sposato Alexander von Solodkoff ed ha figli.
- Duchessa Edwina di Meclemburgo (nata il 25 settembre 1960), ha sposato Konrad von Posern ed ha figli.

## Ascendenza
|                                                |                       |                                  | Genitori                                                       |  |  | Nonni |  |  | Bisnonni                                      |  |  | Trisnonni                              |  |
|                                                |                       |                                  |                                                                |  |  |       |  |  | Federico Francesco II di Meclemburgo-Schwerin |  |  | Paolo Federico di Meclemburgo-Schwerin |  |
|                                                |                       |                                  |                                                                |  |  |       |  |  | Federico Francesco II di Meclemburgo-Schwerin |  |  | Paolo Federico di Meclemburgo-Schwerin |  |
|                                                |                       | Alessandrina di Prussia          |                                                                |  |  |       |  |  | Federico Francesco II di Meclemburgo-Schwerin |  |  |                                        |  |
| Federico Francesco III di Meclemburgo-Schwerin |                       |                                  |                                                                |  |  |       |  |  | Federico Francesco II di Meclemburgo-Schwerin |  |  |                                        |  |
|                                                |                       | Augusta di Reuss-Köstritz        | Enrico LXIII di Reuss-Köstritz                                 |  |  |       |  |  |                                               |  |  |                                        |  |
|                                                |                       | Augusta di Reuss-Köstritz        | Enrico LXIII di Reuss-Köstritz                                 |  |  |       |  |  |                                               |  |  |                                        |  |
|                                                |                       | Augusta di Reuss-Köstritz        | Eleonora di Stolberg-Wernigerode                               |  |  |       |  |  |                                               |  |  |                                        |  |
| Federico Francesco IV di Meclemburgo-Schwerin  |                       | Augusta di Reuss-Köstritz        |                                                                |  |  |       |  |  |                                               |  |  |                                        |  |
|                                                |                       | Michail Nikolaevič Romanov       | Nicola I di Russia                                             |  |  |       |  |  |                                               |  |  |                                        |  |
|                                                |                       | Michail Nikolaevič Romanov       | Nicola I di Russia                                             |  |  |       |  |  |                                               |  |  |                                        |  |
|                                                |                       | Michail Nikolaevič Romanov       | Carlotta di Prussia                                            |  |  |       |  |  |                                               |  |  |                                        |  |
| Anastasija Michajlovna Romanova                |                       | Michail Nikolaevič Romanov       |                                                                |  |  |       |  |  |                                               |  |  |                                        |  |
|                                                |                       | Cecilia di Baden                 | Leopoldo di Baden                                              |  |  |       |  |  |                                               |  |  |                                        |  |
|                                                |                       | Cecilia di Baden                 | Leopoldo di Baden                                              |  |  |       |  |  |                                               |  |  |                                        |  |
|                                                |                       | Cecilia di Baden                 | Sofia Guglielmina di Svezia                                    |  |  |       |  |  |                                               |  |  |                                        |  |
| Duca Cristiano Luigi di Meclemburgo-Schwerin   |                       | Cecilia di Baden                 |                                                                |  |  |       |  |  |                                               |  |  |                                        |  |
|                                                | Giorgio V di Hannover | Ernesto Augusto I di Hannover    |                                                                |  |  |       |  |  |                                               |  |  |                                        |  |
|                                                | Giorgio V di Hannover | Ernesto Augusto I di Hannover    |                                                                |  |  |       |  |  |                                               |  |  |                                        |  |
|                                                | Giorgio V di Hannover | Federica di Meclemburgo-Strelitz |                                                                |  |  |       |  |  |                                               |  |  |                                        |  |
| Ernesto Augusto di Hannover                    | Giorgio V di Hannover |                                  |                                                                |  |  |       |  |  |                                               |  |  |                                        |  |
|                                                |                       | Maria di Sassonia-Altenburg      | Giuseppe di Sassonia-Altenburg                                 |  |  |       |  |  |                                               |  |  |                                        |  |
|                                                |                       | Maria di Sassonia-Altenburg      | Giuseppe di Sassonia-Altenburg                                 |  |  |       |  |  |                                               |  |  |                                        |  |
|                                                |                       | Maria di Sassonia-Altenburg      | Amalia di Württemberg                                          |  |  |       |  |  |                                               |  |  |                                        |  |
| Alessandra di Hannover e Cumberland            |                       | Maria di Sassonia-Altenburg      |                                                                |  |  |       |  |  |                                               |  |  |                                        |  |
|                                                |                       | Cristiano IX di Danimarca        | Federico Guglielmo di Schleswig-Holstein-Sonderburg-Glücksburg |  |  |       |  |  |                                               |  |  |                                        |  |
|                                                |                       | Cristiano IX di Danimarca        | Federico Guglielmo di Schleswig-Holstein-Sonderburg-Glücksburg |  |  |       |  |  |                                               |  |  |                                        |  |
|                                                |                       | Cristiano IX di Danimarca        | Luisa Carolina d'Assia-Kassel                                  |  |  |       |  |  |                                               |  |  |                                        |  |
| Thyra di Danimarca                             |                       | Cristiano IX di Danimarca        |                                                                |  |  |       |  |  |                                               |  |  |                                        |  |
|                                                |                       | Luisa d'Assia-Kassel             | Guglielmo d'Assia-Kassel                                       |  |  |       |  |  |                                               |  |  |                                        |  |
|                                                |                       | Luisa d'Assia-Kassel             | Guglielmo d'Assia-Kassel                                       |  |  |       |  |  |                                               |  |  |                                        |  |
|                                                |                       | Luisa d'Assia-Kassel             | Luisa Carlotta di Danimarca                                    |  |  |       |  |  |                                               |  |  |                                        |  |
|                                                |                       | Luisa d'Assia-Kassel             |                                                                |  |  |       |  |  |                                               |  |  |                                        |  |